# Роденко, Константин Герасимович
Константин Герасимович Роденко (1923—1985) — сержант Рабоче-крестьянской Красной Армии, участник Великой Отечественной войны, Герой Советского Союза (1945).

## Биография
Константин Роденко родился 7 марта 1923 года в Ташкенте. Окончил девять классов школы. До призыва в армию проживал и работал в Соликамске. В 1944 году Роденко был призван на службу в Рабоче-крестьянскую Красную Армию. С того же года — на фронтах Великой Отечественной войны.
К апрелю 1945 года сержант Константин Роденко командовал орудием 224-го артиллерийского полка 70-й стрелковой дивизии 43-й армии 3-го Белорусского фронта. Отличился во время боёв в Восточной Пруссии. Во время боя за укреплённый район Гросс-Фридрихсберг на подступах к Кёнигсбергу расчёт Роденко уничтожил 4 станковых пулемёта, 1 наблюдательный пункт, 1 артиллерийское орудие и большое количество солдат и офицеров противника. Во время отражения немецкой контратаки Роденко лично уничтожил около 40 солдат и офицеров противника. 9 апреля 1945 года в бою за опорный пункт Модиттен расчёт Роденко построил мост через канал и первым ворвался в расположение противника, уничтожив 1 тяжёлый танк противника. Во время отражения немецких контратак Роденко лично уничтожил 17 вражеских солдат.
Указом Президиума Верховного Совета СССР от 19 апреля 1944 года за «образцовое выполнение боевых заданий командования на фронте борьбы с немецкими захватчиками и проявленные при этом мужество и героизм» сержант Константин Роденко был удостоен высокого звания Героя Советского Союза с вручением ордена Ленина и медали «Золотая Звезда» за номером 8867.
После окончания войны Роденко продолжил службу в Советской Армии. Проживал и работал в Ташкенте. Умер 25 июня 1985 года, похоронен на Аллее Героев Ташкентского военного кладбища.
Был также награждён орденами Отечественной войны 1-й степени и Красной Звезды, рядом медалей.